# 맥주
맥주(麥酒, 독일어: bier, 영어: beer)는 보리를 가공한 맥아(麥芽)를 발효한 술로서 알코올은 맥주의 종류에 따라, 2 ~ 8% 정도의 다양한 도수를 가진 술이다. 맥주의 어원은 '마신다'라는 의미의 라틴어 비베레(bibere)에서 유래하였다.
맥주는 고대 문명에서 농업의 번창함을 표현한 인류학적 증거라는 견해가 있다.
맥주는 기원전 3000년부터 양조되어, 세계에서 가장 오래된 알코올 음료로 알려져 있다. 수메르, 아시리아, 바빌로니아, 이집트 등지에서 보리와 밀을 경작하면서 맥주의 양조가 발달되었다. 함무라비 법전에서도 맥주에 관한 법률이 나와 있다.

## 역사

### 총괄
맥주는 인류가 유목 생활에서 정착 생활로 전환해 농경 생활을 하면서부터 만들어진 음료이다. 기원전 4000년경 메소포타미아의 수메르인들에 의해 탄생했다는 것이 현재 정설로 받아들여지고 있다. 수메르인들은 곡물로 만든 빵을 분쇄한 다음 맥아를 넣고 물을 부은 뒤 발효시키는 방법으로 맥주를 제조했다고 한다. 또한 기원전 3000년경부터는 이집트 지역에서도 맥주를 생산하기 시작했다.
이후 맥주는 그리스인과 로마인들에 의해 유럽으로 건너갔고, 중세 시대에는 수도원에서 맥주 양조를 담당했다. 수도사들이 금식 기간 동안 기분 좋은 맛을 내는 음료를 마시기 원했기 때문이었다. 8세기경 영국의 에일(ale)과 포터(porter)가 만들어졌고, 10세기경부터는 맥주에 쌉쌀한 맛을 내는 홉을 첨가했다.
맥주는 19세기 산업혁명 시기에 비약적인 발전을 했다. 영국의 제임스 와트가 만든 증기기관은 물의 이송과 맥아의 분쇄, 맥즙의 교반 등에 동력을 사용할 수 있게 하며 맥주의 대량 생산을 가능하게 했다.
또한 독일의 카를 폰 린데(Carl von Linde)는 냉동기를 발명해 겨울에만 만들 수 있었던 하면발효 맥주를 계절에 관계없이 양조할 수 있도록 했다. 프랑스의 루이 파스퇴르는 술이 효모의 작용에 의해 생성된다는 사실과 열처리 살균법을 발명했고, 덴마크의 에밀 한센(Emil Hansen)은 파스퇴르의 이론을 응용해 효모의 순수배양법을 개발하면서 맥주의 품질을 높였다.
우리나라에 처음 맥주가 들어온 것은 1883년이며 맥주를 우아(벗우, 아이아)로 표기하였는데 비어(beer)의 영어 발음을 한자로 표기한 것으로 추측된다.

### 한국 맥주 제조회사의 역사
한국에서 맥주가 처음 생산된 것은 1933년 일본의 대일본맥주(주)가 조선맥주(하이트맥주 전신), 기린맥주(주)가 소화기린맥주(오비맥주 전신)를 설립하면서부터였다. 1945년 광복과 함께 두 맥주회사는 미군정에 의해 관리되었고, 1951년에 민간에 불하되었다. 1992년에는 진로쿠어스맥주(주)가 설립되면서 하이트맥주, OB맥주, 카스맥주 등 3개 회사에서 맥주를 양조했다. 이후 카스맥주가 OB맥주에 인수되었고, 현재는 하이트진로(주)와 OB맥주(주)에서 맥주를 생산하고 있다.
- HITE 홀딩스(주) 히스토리

일본 삿포르 맥주회사 -> 조선맥주(주) (1933) -> 해방 후 독립, 크라운 맥주로 알려짐
-> 한독맥주(주) 매수(1977) -> 하이트맥주 개발, 시판 (1993)
-> 하이트 홀딩스(주)로 상호변경 (1998)
- OB맥주(주) 히스토리

일본 기린 맥주회사 -> 동양맥주(주) -> 해방 후 독립 -> OB맥주 상호변경
-> 카스맥주(주) 흡수합병(1999)

## 양조
보리와 밀을 가공한 엿기름을 더운 물에 담가 엿기름의 녹말을 당분으로 변화시킨다. 곡물 찌꺼기를 걸러낸 뒤 남은 맥아즙에 홉을 넣어 끓인다. 맥아즙이 서늘해지면 효모를 추가하여 발효시킨다. 효모는 당분을 에틸 알코올, 탄산 가스와 맥주의 맛에 영향을 주는 다른 성분으로 분해하는데, 이 과정을 발효라 한다. 병이나 캔 등에 담기 전에 효모를 없애기도 하며, 맥주를 몇 주나 몇 달간 놔둔다. 일정기간 저장·숙성한 후 여과하여 바로 제품화하면 생맥주가 되고, 병이나 캔에 넣어 저온살균 처리하면 오래 보관할 수 있는 맥주가 되는데, 그 공정은 다음과 같다.
- 맥아

맥아제조는 보리를 싹틔워 맥아효소인 아밀라아제(amylase)를 생성하는 것이 주된 목적이다. 수확 직후의 보리는 일정기간 저장하여 충분한 발아력을 갖도록 해야 하는데, 이 기간을 보리의 휴면 기간이라 한다. 휴면이 끝난 보리는 정선기(精選機)를 통하여 협잡물을 제거하고, 균질한 맥아를 만들기 위하여 알갱이의 크기에 따라 나눈다. 알갱이가 균일한 것으로 골라진 보리를 물에 담가 발아에 필요한 수분을 흡수시킨 후 발아실에 옮겨 습기 있는 공기를 공급해 발아시킨다. 건조를 마친 맥아는 탈근기에 넣어 맥주에 불쾌한 맛을 주는 유근과 먼지를 제거한다. 정제한 맥아는 20°C 이하에서 습기가 차지 않도록 저장한 후 사용한다.
- 맥아즙

맥아즙제조는 맥아의 분쇄, 담금, 여과, 끓임과 홉 첨가, 냉각 등의 공정으로 이루어진다. 먼저 정선된 맥아를 분쇄하고 물과 온도를 맞춰 담금 공정을 한다. 이 담금 공정에서 맥아효소의 작용으로 맥아 중의 불용성 물질이 가용성화 되고, 녹말은 당으로 변하며 침출된다. 담금 공정이 끝나면 맥아즙을 여과기에 걸러내고, 홉을 첨가한 후 끓여준다. 맥아즙을 끓이면 살균 효과는 물론이고, 홉으로부터 맥주 특유의 쌉쌀한 맛이 추출되고 모든 효소의 활성도 없어진다. 끓인 맥아즙은 냉각기로 급랭시켜 발효실로 보낸다.
- 발효

발효는 주발효와 후발효로 나뉜다. 주발효는 전발효라고도 하며 냉각된 맥아즙에 효모를 첨가하여 알코올 발효를 하는 것이다. 후발효는 저장이라고도 하며, 맛의 숙성을 위해 약 0°C에서 1-3개월간 저온으로 발효시키는 것이다.
- 여과

저장탱크에서 숙성된 맥주는 여과해서 투명한 맥주로 만든다. 여과방법은 일반적으로 압착 여과기를 사용해 효모를 제거한 후 필터로 여과시킨다. 여과 후 후발효 탱크에 남은 효모를 회수하여 물로 씻고 정제하여 약용효모로 사용한다.
- 제품

여과된 맥주를 열처리하지 않고 제품화한 것이 생맥주이고, 열처리하여 효소나 효모의 활성을 정지시킨 것이 보존성이 높은 보통 맥주이다. 생맥주는 신선한 향미를 즐길 수 있으나 오래 보존할 수 없다. 보통 맥주는 60°C에서 30분간 가온하여 살균하거나 빙점(氷點) 하에서 효모를 제거해 6개월에서 1년 정도 보존할 수 있다.

## 원료
맥주는 양조용수·보리·홉 등이 주원료로 된다. 나라와 지역에 따라 쌀·옥수수·녹말·당류 등을 녹말질 보충원료로 사용하며, 그 비율은 그 나라의 사정이나 기호에 따라 다르다(독일에서는 1815년 이후 수출맥주 이외의 하면발효맥주에는 부원료 사용이 금지되어 있다.).
- 양조용수 : 맥주 양조에는 양조용수·제맥아용수 등 좁은 뜻의 양조용수와 기구의 세척·보일러용수·냉각용수를 포함한 넓은 뜻의 양조용수가 필요하며, 일반적으로 맥주생산량의 10∼20배 가량의 물이 필요하다. 양조용수는 맥주의 종류 및 품질을 좌우하는 직접적 요인으로, 무색·무취·투명하여야 하고 함유된 염류나 미량원소들의 조성도 중요하다. 보통 경수(硬水)는 맥주의 색이 짙고 깊은 맛을 내는 스타우트(stout), 에일(ale) 등을 만드는데 적합하고, 연수(軟水)는 깨끗하고 부드러운 라거(lager) 등을 만드는데 주로 이용된다.
- 보리 : 보리를 싹틔워 맥아로 만든 것이 맥주의 주원료가 된다. 일반적으로 맥주용 보리는 두줄보리가 쓰이나 여섯줄보리를 쓰는 나라도 있다. 맥주용 보리는 곡립이 고르고 녹말질이 많고 단백질이 적으며 곡피(穀皮)가 얇고 발아력이 왕성한 것이 좋다.
- 홉 : 홉은 맥주에 특유의 향기와 쓴맛을 부여하는 중요한 첨가물이다. 맥아즙의 단백질을 침전시켜 맥주를 맑게 하고 잡균의 번식을 방지하여 보존성을 높여주는 등의 효과도 있다.[5]

## 종류
맥주는 분류 기준에 따라 다양한 종류가 있으나 일반적으로는 상면발효 맥주와(에일, Ale) 하면발효 맥주로(라거, Lager) 나눌 수 있다.
상면 발효 맥주는 인류 문명 발생 이전부터 만들어진 맥주로서 발효 과정에서 사카로마이세스 세레비지에(SaccharomycesCerevisiae)라는 효모가 맥주 위로 거품처럼 뜬다. 이 맥주가 선사시대부터 만들어질 수 있었던 이유는 인위적인 발효온도를 설정할 수 있는 기술 없이도 가능했기 때문이며, 유럽 여러 나라에서는 지역별로 다양한 형태로 발전해 왔다. 독일의 바이스비어나 쾰쉬, 영국의 에일이나 스타우트, 포터 같은 맥주가 상면발효 맥주에 속한다. 상면발효맥주는 맥아농도가 높고, 10도에서 25도 사이의 상온에서 발효를 하기 때문에 색이 짙고 알코올 도수도 높은 편이다.
하면 발효 맥주는 19세기 중반에 처음 만들어진 맥주로서 상면발효 맥주보다 낮은 온도인 섭씨 12도 전후에서 발효하며, 발효 과정에서 사카로마이세스 카를스베르겐시스(Saccharomyces Carlsbergensis)라는 효모가 바닥으로 가라앉는다. 독일의 양조사인 조셉 그롤이 체코의 필센 지방에 있는 양조장에서 처음으로 양조에 성공했는데, 이 양조장의 지하 저장고가 서늘했기 때문에 양조가 가능했다. 하면 발효 맥주는 저온에서 발효를 하기 때문에 깨끗하고 부드러운 맛과 향이 특징이다. 전세계 맥주의 70%를 차지하고 있고, 라거(lager)가 대표적이다. 양조법에 따라서는 드라이(dry) 맥주, 디허스크(Dehusk) 맥주, 아이스(ice) 맥주로 구분되고, 살균여부에 따라서는 생맥주와 보통맥주로 나뉜다.
상면발효 맥주는 효모와 부유 단백질 등이 맥주에 떠 있기 때문에 일반적으로 탁하고 걸쭉한 맛을 내는 반면에 하면발효 맥주는 바닥에 가라앉은 효모와 부유 단백질을 제거하기 때문에 맑은 황금색을 띠는 것이 일반적이다.
또한 알코올 함량에 따라서 무알코올성 맥아 음료, 비알코올성 맥아 음료, 라이트 맥주 등으로 구분하기도 한다.

## 생산과 목적
독일 바이에른에 베네딕토 Weihenstephan 맥주는 그 해로부터 문서가 홉 정원에 11조를 지불했음을 언급함으로써 768년에 그 근원을 찾을 수 있었다. 양조장은 1040년에 프 라이징시에 의해 허가를 받았고 따라서 세계에서 가장 오래된 양조장이 된다. 불연속적인 생산으로 가장 오래된 양조장은 993년에 설립된 체코의 Břevnov 수도원이다.
양조 산업은 여러 가지 지배적인 다국적 기업 및 지역 양조장에서 선술집에 이르는 수 천명의 작은 생산자들로 구성된글로벌 비지니스이다. 2006년 판매 기준 $294.5 billion(£ 147.7 억 달러)으로 세계 총 판매 수익을 생산하며 1천 3백 30억 리터 이상이(3백 50억 갤런)매년 팔리고 있다.
양조장 또는 공예 양조장은 제한된 양의 맥주를 생산하는 현대 양조장이다. 양조장이 생산할 수 있는 맥주 최대량은 지역 및 기관에 따라 다르지만 보통 한 해당 약 15,000 배럴(1.8 메가 리터, 396000 제국 갤런 또는 475000 미국 갤런)이다. brewpub은 술집이나 다른 음식점들을 통합한 양조장 유형이다.
세계에서 가장 높은 밀도의 양조장은 대부분 프랑켄의 독일 지역에 있다. 특히 약 200양조장을 가진 오버프랑켄 현 지역에 있다.
집에서 양조를 하는 것은 많은 나라에서 규제와 금지 적용을 받고 있다. Homebrewing에 대한 규제는 1963년에 영국에서 해제되었다. 또한 호주는 1972년에, 미국은 1978년에 법을 해제시켰다. 그러나 몇 개의 주에서는 생산을 제한하는 그들만의 법을 통과시키는 것이 허락되었다.

## 세계의 맥주
미국, 독일, 덴마크, 아일랜드, 영국, 벨기에, 네덜란드 등지에서 생산되는 맥주는 세계적으로 유명하다. 특히 맥주의 흥행국 독일에서는 전국에 걸쳐 1,000 여종의 맥주가 있다고 한다. 영국은 맥주를 가장 많이 소비하는 국가이다. 뮌헨의 아우구스티너, 파울라너, 호프브로이하우스, 뢰벤브로이 등과 함부르크의 홀스텐, 아스트라, 하노버의 헤렌호이저, 브레멘의 벡스 맥주 등, 각 지역마다 독특한 양조 기술을 가지고 있는 편이다. 네덜란드에서는 UEFA 챔피언스리그의 공식 스폰서인 하이네켄 맥주가 유명하고, 덴마크에서는 한때 리버풀의 스폰서이자 한국에서도 잘 알려진 칼스버그 맥주가 유명하다. 아일랜드는 유명한 기록 책인 기네스 북을 발간하는 흑맥주 회사 기네스 맥주가 유명하고, 미국의 유명 맥주는 버드와이저, 밀러가 전 세계적으로 유명하다. 중국은 칭따오 맥주가 유명하다.
- 대한민국의 맥주
  - OB 맥주
  - 하이트진로
  - 롯데칠성음료
  - 코리아크래프트브류어리
  - 세븐브로이
  - 장앤크래프트브루어리
  - 카브루(KABREW)
  - 제주맥주
- 조선민주주의인민공화국의 맥주
  - 대동강맥주
  - 압록강맥주
  - 룡성맥주
- 독일의 맥주
  - 벡스
  - 옥토버페스트 비어
  - 크롬바커
- 체코의 맥주
  - 컷비어 : 흑맥주와 라거를 반 반 섞은 맥주
  - 라거 맥주 (필스너)

- 벨기에의 맥주
  - 스텔라 아르투아
  - 호가든

## 맥주관련 축제

### 국내 맥주 축제
- 송도 맥주 축제 http://songdobeer.com/

음악페스티벌과 맥주축제가 함께 진행된다. 국내의 맥주들은 물론 러시아, 중국, 일본 등 맥주를 만날 수 있는 ‘동북아 맥주 대전’과 세계의 다양한 맥주를 맛 볼 수 있는 행사가 열린다.
- 대구 치맥 페스티벌 http://chimacfestival.com/

역대 최대 85개 업체가 참가한 대구 치킨 맥주 페스티벌에선 치킨을 25만 5000여 마리, 맥주는 25만 리터가 준비될 만큼 굉장히 큰 축제이다. 두류공원에서 개최됐다. 치킨을 주제로 한 패션쇼와 전설의 복면가왕, 닭싸움 대회, 수제 맥주와 칵테일 경연대회, 각종 버스킹 등으로 많은 이벤트가 있다.
- 센텀 맥주 축제(부산 맥주 축제) https://web.archive.org/web/20160109104149/http://centumfestival.com/

무제한 맥주와 함께 부산 밤바다를 즐길 수 있는 축제다. 맥주를 마시면서 즐길 수 있는 다양한 이벤트 들이 있다. 인디 밴드의 음악과 댄스 팀들의 퍼포먼스도 볼 수 있다. 야구 생중계를 보며 맥주를 마실 수 있다.
- 카브루 페스티벌 https://web.archive.org/web/20190927134954/http://kabrew.co.kr/

음악페스티벌과 수제맥주축제가 한데 어우러진 축제다.

### 외국 맥주 축제
- 삿포르 맥주 축제(일본) http://www.sapporo-natsu.com/beergarden/ 보관됨 2012-04-06 - 웨이백 머신

일본 홋카이도에서 가장 큰 도시인 삿포르에서 매년 여름마다 ‘삿포르 맥주 축제’가 열린다. 삿포르 맥주를 비롯하여 아사히, 산토리, 기린 등 일본 유수의 맥주 브랜드들이 참가하기 때문에 각 브랜드마다 홋카이도 한정 맥주를 판매하는 등 평소에는 접하기 힘든 독특한 맥주와 먹거리를 즐길 수 있다.
- 칭다오 세계 맥주 축제(중국) http://www.qdbeer.cn/ 보관됨 2016-11-15 - 웨이백 머신

칭다오 세계 맥주 축제는 아시아 최대 맥주 축제이자 세계 4대 맥주 축제로 인정받고 있다. 축제가 진행되는 동안 칭다오시에는 음주 대회를 비롯해 다양한 음식과 공연이 펼쳐진다. 한국에서 열리는 대구 치맥 페스티벌과 칭다오 국제 맥주 축제가 양도시를 대표하는 치킨/맥주 관련 축제라는 것을 공동으로 인식하고 축제 상호 간 우호 협력을 강화하여 이해 증진을 목적으로 하는 MOU협약을 최근에 맺었다고 한다.
- 옥토버페스트(독일) http://www.oktoverfest.de/de%5B깨진+링크(과거+내용+찾기)%5D

독일의 맥주 축제인 옥토버페스트는 독일 뮌헨의 민속 축제이자, 세계에서 열리는 맥주 축제 중 가장 규모가 큰 축제이다. 민속 의상을 차려입은 시민과 방문객 8,000여 명이 어우러져 뮌헨 시내 7km를 가로지르는 시가행진이 큰 볼거리이다. 축제 기간에는 회전목마, 대관람차, 롤러코스터 같은 놀이기구 80여 종을 포함하여 서커스, 팬터마임, 영화 상영회, 음악회 등 남녀노소 함께 할 수 있는 볼거리가 운영된다.

## 같이 보기
- 그래비티 (술)(영어판)
  - 하이그래비티 맥주(영어판)
- 맥주 순수령
- 흑맥주
- 수제 맥주